# National Three Peaks Challenge

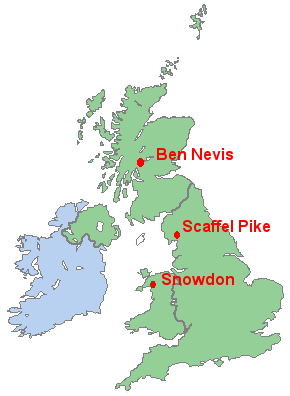
Położenie szczytów

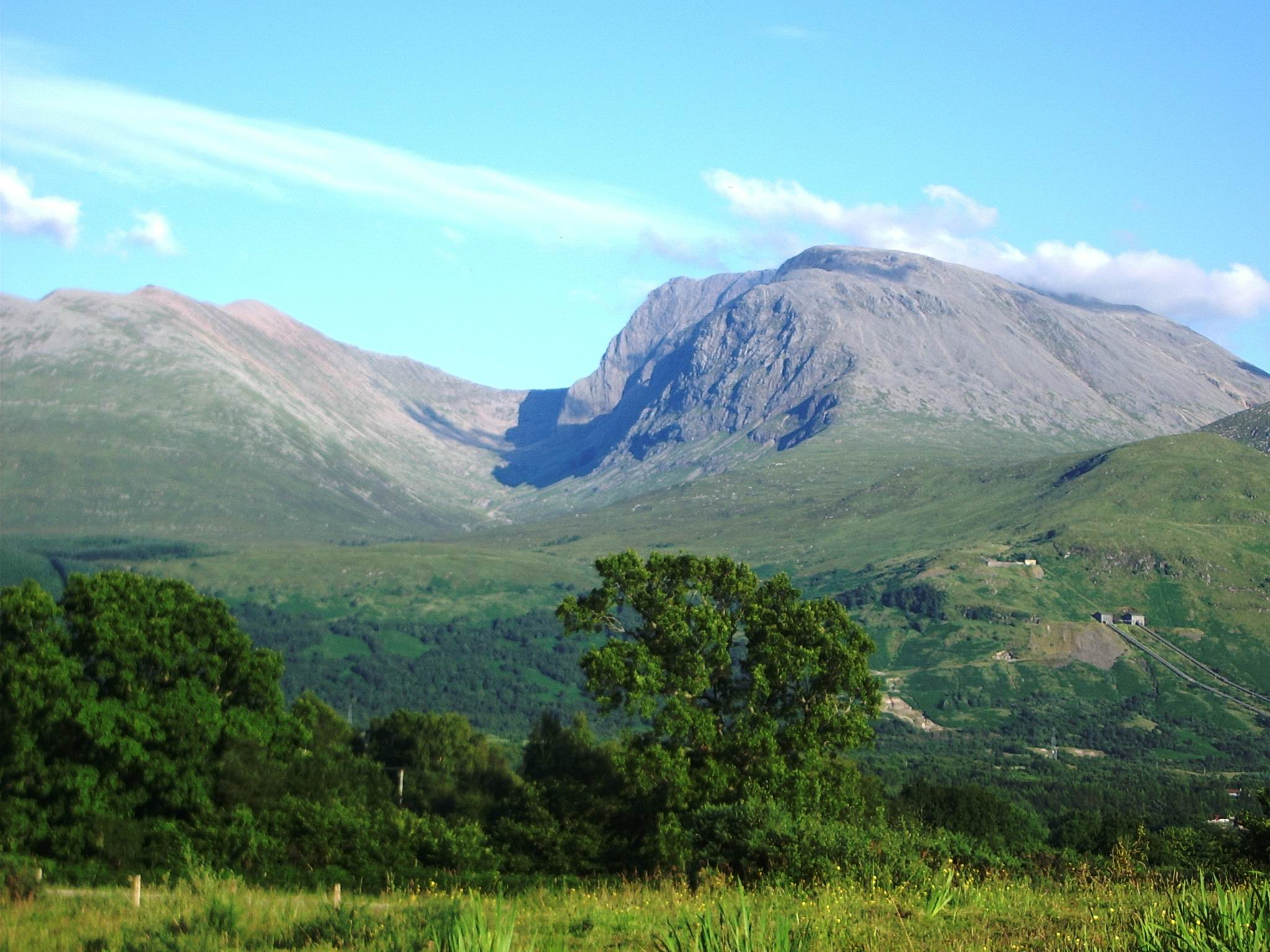
Ben Nevis – Szkocja

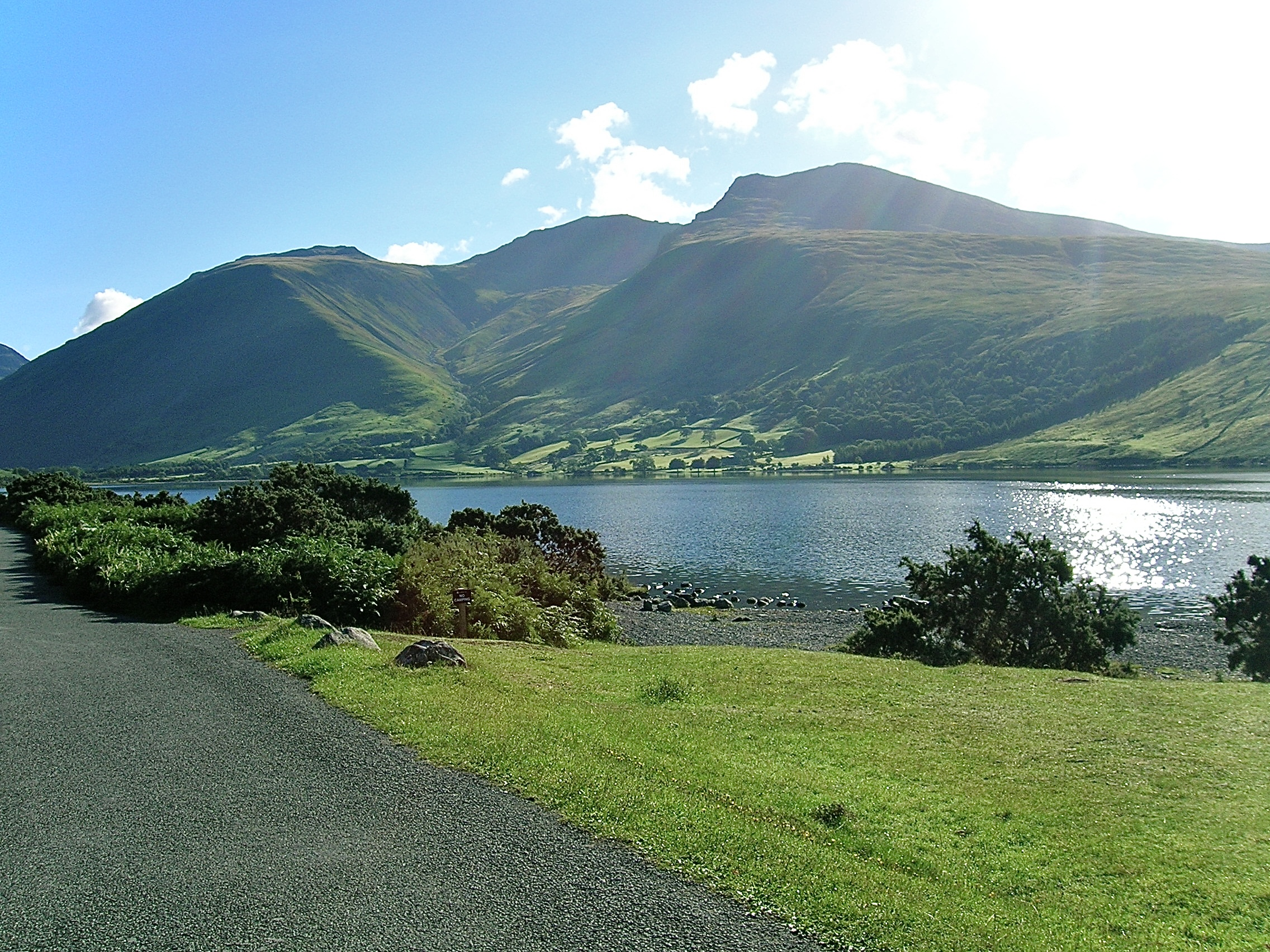
Scafell Pike - Anglia

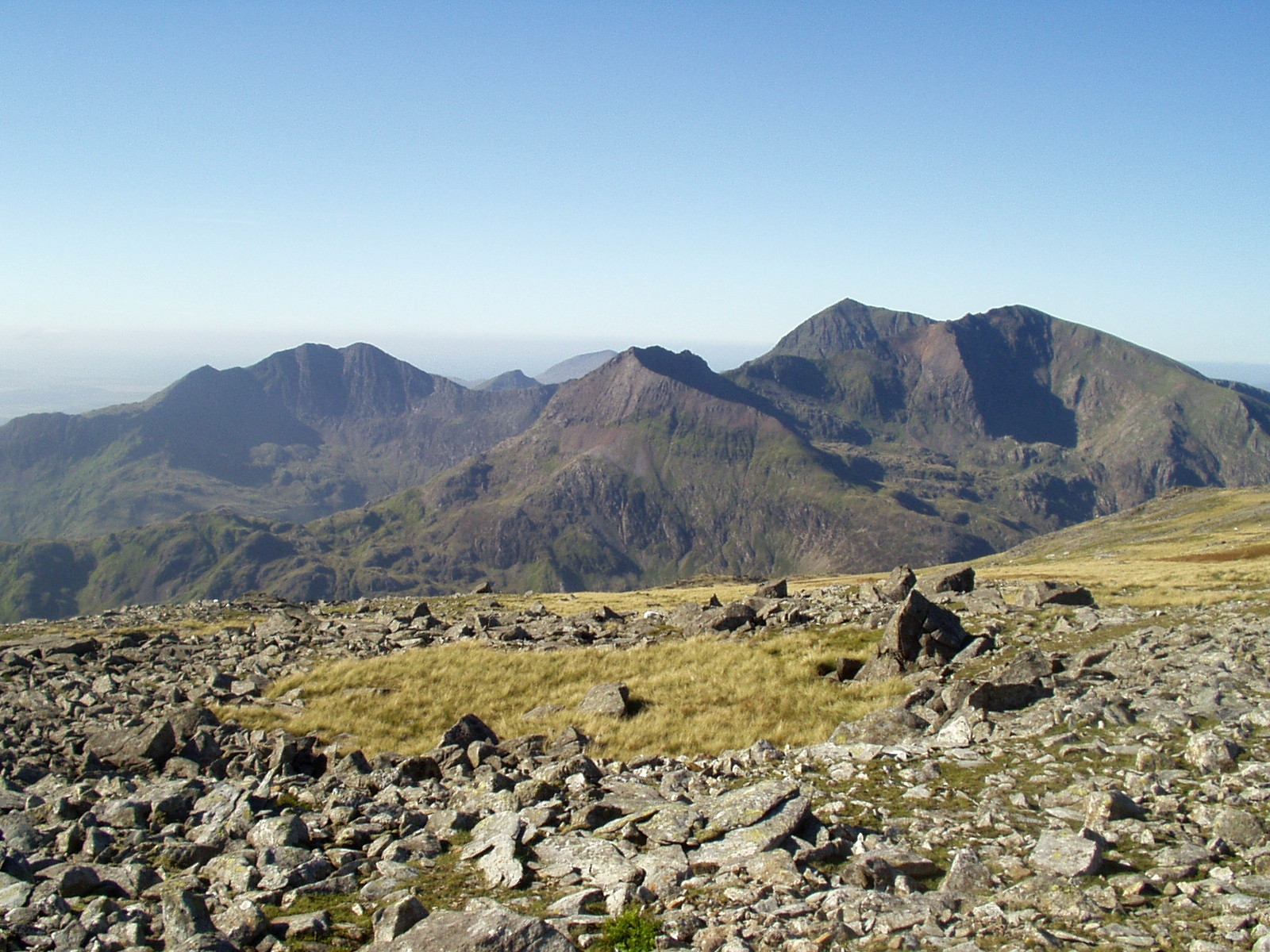
Snowdon – Walia

National Three Peaks Challenge – rodzaj wyprawy indywidualnej lub grupowej, polegającej na zdobyciu trzech najwyższych szczytów w każdym kraju Wielkiej Brytanii: Ben Nevis (1345 m n.p.m.) w Szkocji, Scafell Pike (978 m) w Anglii oraz Snowdonu (1085 m) w Walii. Według klasycznych reguł czas przeznaczony na to wyzwanie wynosi 24 godziny. Wyzwanie często podejmowane jest w celach charytatywnych, dla zebrania pieniędzy na konkretny cel. Nie istnieje żadna organizacja potwierdzająca osiągnięcie celu, jak np. w przypadku podobnego Od Land's End do John O'Groats, choć wyzwaniem interesuje się organizacja Institute of Fundraising, która wydała zbiór zaleceń dotyczący wyzwania. W roku 2003 wyzwanie podjęło 29 000 osób. Na trasie obowiązuje zbiór zasad zachowania, mający zminimalizować straty i zniszczenia środowiska naturalnego.

## Zasady
Zadanie polega na zdobyciu trzech największych szczytów Wielkiej Brytanii w ciągu dwudziestu czterech godzin systemem łączonym: trasę między szczytami pokonuje się samochodem, na szczyt wchodzi się od podstawy każdej góry dostępnymi trasami turystycznymi. Możliwe jest używanie środków łączności takich jak telefon komórkowy lub radio. Kolejność zaliczania szczytów jest dowolna, choć tradycyjnie najpierw zalicza się szczyt szkocki, później angielski, a na końcu walijski. Początkiem i końcem wyzwania jest symboliczne dotknięcie morza. Czas trwania jest dowolny, choć zaleca się niepodejmowania wyprawy w weekendy, miesiące letnie oraz ograniczanie liczby uczestników do 200.

## Dane techniczne
- Odległość drogowa między Snowdonem a Ben Nevis – 620 km[6]
- Czas pokonania Ben Nevis – 5 godzin (3 na wejście, 2 na zejście)[7], 1320 m n.p.t.
- Czas pokonania Scafell Pike – 3 godziny (2 + 1)[8] 800 m n.p.t.
- Czas pokonania Snowdonu – 4 godziny (2:15 + 1:45)[9], 720 m n.p.t.

## Odmiany
Jedną z odmian wyzwania jest Six peaks challenge polegający na zaliczeniu sześciu szczytów: trzech w Wielkiej Brytanii, a także najwyższych wzniesień Wyspy Man, Irlandii Północnej i Irlandii w ciągu 72 godzin.

## Krytyka
Three Peaks Challenge jest krytykowany za powodowanie erozji dróg górskich, zanieczyszczanie górskich potoków i zwiększania ilości śmieci w górach na obszarach trudnych do sprzątania. Jedną z krytykujących organizacji jest National Trust.